# Granducato di Salisburgo
Il Granducato di Salisburgo (anche Elettorato di Salisburgo) fu uno stato del Sacro Romano Impero esistente dal 1803 e derivato dalla secolarizzazione del Principato arcivescovile di Salisburgo.

## Storia
Nel 1803 il territorio dell'arcidiocesi di Salisburgo, assieme ad Eichstätt, Berchtesgaden ed a parte di Passavia, vennero secolarizzati e concessi all'ex granduca di Toscana Ferdinando d'Asburgo, come ricompensa per aver ceduto la Toscana alle pressioni francesi.
Dopo la Pace di Presburgo del 1805 Salisburgo passò all'Austria e Ferdinando venne ricompensato con il Granducato di Würzburg, mentre Eichstätt e Passavia passarono alla Baviera. Con il Trattato di Schönbrunn del 1809 passò alla Francia e dal 1810 alla Baviera.

## Granduca ed Elettore di Salisburgo
- 1803–1806: Ferdinando, già granduca di Toscana